# 岡田希雄
岡田 希雄（おかだ きゆう、1898年（明治31年）3月15日 - 1943年（昭和18年）1月31日）は、日本の国語学者、国文学者、辞書学者。

## 来歴
京都府葛野郡七条村（現在の京都市下京区）に農家の服部家の次男として生まれる。名は市治郎。3歳で父の浅吉を亡くし、5歳で母のヤヱを亡くした後、乙訓郡久世村（現在の京都市南区）にある曹洞宗の鷲尾寺の住職である岡田希僊に引き取られる。1904年（明治37年）に養子として入籍し、1910年（明治43年）に得度を受けて「希雄」と名前を改め、翌1911年（明治44年）3月に僧籍に登録された。
1915年（大正4年）に京都府立京都第二中学校を卒業後、第三高等学校に入学する。1918年（大正7年）に同校を卒業後、京都帝国大学文学部に在籍して国文学を専攻する。1921年（大正10年）に卒業後、同大学の大学院に進学する。
1928年（昭和3年）に立命館大学予科講師、1941年（昭和16年）に同大学教授になったが、翌1942年（昭和17年）に病気を理由に休職する。1943年（昭和18年）に鷲尾寺の自宅で死去。法名は東岳希雄大和尚。

## 業績
岡田は地味ながら謹厳かつ実直な学者として知られていた。学問に対する態度は徹底的な実証主義であり、その学風は「自己の好む所に偏して世俗の好尚如何に関せず、縷析條分、精細緻密、あまりに専門的であり徹底的である」とも、「洵に微に入り細を穿ちて、周到精査を極め、国語学界において殆ど他の追従をゆるさない」とも評されるほど考証学的であった。論文として発表するにあたっては、論証における一切の思考過程を省略せず、「何に迷い、何に気づいたか」を丁寧に記している。これには先行研究に対する腹蔵ない直言も相まって「枝葉にわたって長く書き過ぎ」との非難もあったが、自明の理には冗漫を避けようとする姿勢も一貫していた。
その研究対象は広範囲にわたり、和歌・説話などの書誌・作者に関する考証のほか、日本語の音韻や語彙などの考証にまで及んでいる。中でも『和名類聚抄』や『類聚名義抄』などの古辞書を対象に書誌学的考証を重ね、その成果は「辞書史研究に前人未到の新境地を開いた」と評価されている。

## 人物
自他ともに認める大の酒好きで、よく晩酌をしていた。花見などに出かけても必ず二合瓶を携え、花を眺めながら杯を傾けて帰ったという。また「猫」と渾名されるほどの猫好きでもあった。旅行も好きで、たびたび遠出していたという。
岡田は「営々として西に東に資料探訪の足を休めず、寸時も研究の筆を措くことは無かつた」と評されるほどの蔵書家であった。古書即売会には欠かさず出向き、購入した書籍は本堂の方に保管して、雑誌類は本堂の裏手にある納戸のようなところに入れていたという。大学院在学中に自身が作成した蔵書目録『樛園文庫書目志』には、およそ1200余点が登載されており、愛書というよりは書淫に近い。その構成は「総記」「文学」「宗教」「史学」「地理」「美術遊戯」「貴重書」からなっており、明治・大正のほかは概ね江戸時代のものである。これら生前に蒐集していた蔵書は、陸軍士官学校を経て帝国図書館に収集された後、国立国会図書館に「岡田文庫」として整理されている。蔵書印は10種類ほど存在する。

## 著書
岡田が発表した論文は150近くに及ぶが、生前に著書は1冊も出していない。これは喜田貞吉の「一度著書に出してしまうと正誤はできないが、雑誌論文ならば以前の考え違いを訂正できる」という姿勢に倣ったという。以下に挙げるものは、いずれも全て没後のものである。
- 『類聚名義抄の研究』（一条書房、1944年。NCID BN0129473X）

岡田が没した翌年に京都帝国大学時代の恩師や学友らが、生前に発表した『類聚名義抄』に関する雑誌論文をまとめて刊行したもの。編集責任者は澤瀉久孝。岡田が雑誌本体から自分の論文を切り取って保存していたものを基としており、「辞書史研究の画期的な労作」とされる。原撰本と位置づけられる「図書寮本」が発見されたことにより、ほとんどの説が改訂されることになったが、例えば『和名類聚抄』の語彙と『類聚名義抄』の語彙を比較して「『名義抄』の方が『和名抄』よりも後出の形である」と断じるなど、具体的論拠を明確にした精細かつ広博な文献学的考証が残した功績は大きい。
- 『新譯華厳経音義私記倭訓攷』（京都大學國文學會、1962年。NCID BN14045476）

岡田が『國語國文』第11巻3号（京都帝國大學國文學會、昭和16年3月）に発表した論文を、一篇のモノグラフとしてそのままオフセット印刷して再版したもの。『新譯華厳経音義私記』に記載されている全ての語彙を抽出して考証し、和訓や音仮名の索引を加えた労作で、夥しい数の古辞書類が引用されている。
- 『類聚名義抄の研究』手沢訂正本（勉誠出版、2004年。ISBN 4-585-03122-7）

上記の著作の基盤となっている手沢訂正論文を影印復刻したもの。編集責任者は神鷹徳治。丹念な誤植の訂正、新たな知見による補訂など、原案を留めないほどの添削のあとがある。本文の訂正は行間に書き込まれており、欄外には本文との関連事項や追加例と思しき用例などが見られる。
- 『岡田希雄集』（黒田彰・湯谷祐三編「説話文学研究叢書」第7巻、クレス出版、2004年。NCID BA69412097）

岡田が執筆した説話文学関係の緒論文を複製したもの。説話文学研究の方面からも注目されている古辞書に関する論文も収録されている。